# Мала Вішера
Мала́ Ві́шера (рос. Малая Вишера) — місто в Новгородській області, адміністративний центр Маловишерського муніципального району і міського поселення Мала Вішера.

## Географія
Місто розташоване на річці Мала Вішерка (Мала Вішера).

## Історія
Населений пункт виник у другій половині XIX століття як поселення при залізничній станції Миколаївської залізниці на шляху з Санкт-Петербургу в Москву.
У 1921 році Мала Вішера отримала статус міста.